# 沃韦

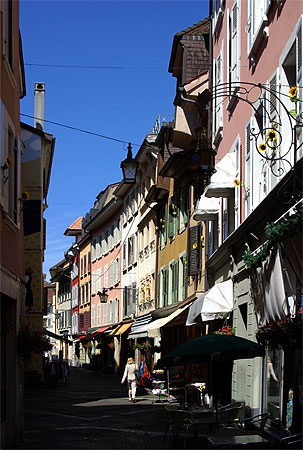
老城

沃韋（法語：Vevey，法語發音：[vəvɛ] ⓘ）是瑞士沃州的城市，位于莱芒湖东北岸，西距洛桑不遠。最早曾是羅馬帝國的居民点，后來發展成贸易中心。雀巢公司的总部設在這里。沃韋景色優美，吸引許多名人在此居住。截至2010年底，总人口为18,394。

## 地理
沃韋位于洛桑和蒙特勒之间的莱芒湖东北岸，2.38平方公里。

## 名人
曾經居住在沃韋的名人有：
- 盧梭：瑞士哲學家
- 雨果：法國文學家
- 保罗·策雷索莱，瑞士政治家
- 费奥多尔·陀思妥耶夫斯基，俄國文學家
- 儒勒·马斯内：法國作曲家
- 卓別林：英國導演和演員
- 詹姆士·梅遜：英國演員
- 亨利克·显克微支：波蘭作家
- 亨利·内斯莱：雀巢公司創始人

## 博物馆
- 瑞士视听博物馆
- 食品博物馆
- 耶尼施美术馆

## 友好城市
- 法國卡朋特拉（Carpentras)
- 德国繆海姆（Müllheim）

## 外部連結
- （法文）沃韋市主頁 （页面存档备份，存于）
- （英文）蒙特勒、沃韋旅游網